# Aero Fighters 3
Aero Fighters 3, noto in Giappone come Sonic Wings 3 (ソニックウィングス3?, Sonikku Uingutsu 3), è un videogioco sparatutto a scorrimento verticale, sviluppato per i cabinati arcade nel 1995 dalla Video System, convertito poi per il Neo Geo CD sempre nel 1995.
È il terzo gioco della serie iniziata con Aero Fighters del 1992, e mantiene intatta la giocabilità dei titoli precedenti; è l'ultimo gioco della serie a sfruttare l'hardware Neo Geo.

## Modalità di gioco
Di default sono disponibili dieci diversi aerei in forza durante la seconda guerra mondiale, alcuni dei quali provengono dai precedenti giochi di Aero Fighters. È possibile accedere ad altri due personaggi segreti, tratti da precedenti giochi di Video System, inserendo una cheat. Diversi personaggi possono trasportare un numero diverso di potenziamenti (P) e bombe (B) prima di raggiungere la scorta completa; raccoglierli con la scorta completa garantisce al giocatore 2000 punti, mentre raccoglierli a piena potenza (F) ne garantisce 10000.
Distruggendo nemici di grandi dimensioni a terra, così come edifici e altri elementi scenici di rilievo, si scoprono spesso i power-up sopra menzionati, oltre alle icone di valuta, che cambiano a seconda della nazionalità del personaggio del giocatore. Le icone di valuta valgono tra 10000 e 200 punti ciascuna; raccogliendo le icone in cima allo schermo si ottiene il massimo, raccogliendole oltre la metà si ottiene il minimo.
Aero Fighters 3 consta di diciotto livelli, di cui otto da affrontare in ciascuno dei due loop del gioco, utilizzando un sistema a ramificazione. Dopo aver sconfitto i boss di alcuni livelli, apparirà un aereo con due ali distruttibili; l'ala distrutta per prima determina il livello successivo. I livelli 3 e 6 sono sempre livelli bonus; non hanno boss e contengono nemici che rilasciano numerosi potenziamenti, collezionabili per 2000 punti ciascuno, oppure un gran numero di nemici terrestri che non sparano e rilasciano valuta.
Il titolo contiene anche diversi segreti; entrambi gli ultimi boss saranno raramente sostituiti da boss nascosti, che a loro volta garantiscono finali nascosti. Alcuni nemici più piccoli a volte mostreranno comportamenti insoliti; ad esempio, le torrette mitragliatrici nel livello USA si trasformeranno occasionalmente in un busto di Villiam degli Aero Fighters.
Nella modalità a due giocatori, durante la sessione, se gli sprite di entrambi i giocatori si trovano esattamente uno sopra l'altro, verrà sparato un potente colpo combinato a patto che nessuno dei due utilizzi una bomba.

## Scenari
- 1-  Giappone
- 2A  Germania
- 2B  Libia
- 3A  Egitto (scenario bonus)
- 3B  Oceano Pacifico (scenario bonus)
- 4A  Stati Uniti
- 4B  Regno Unito
- 5A  Regno Unito
- 5B  Francia
- 5C  Panama
- 6A  Oceano Atlantico (scenario bonus)
- 6B  Regno Unito (scenario bonus)
- 6C  Egitto (scenario bonus)
- 7A  Algeria
- 7B  Thailandia
- 7C  Ucraina
- 8A  Scenario finale (Mare)
- 8B  Scenario finale (Spazio)

## Personaggi
- Keaton (F4U Corsair)
- Blazers (P61 Black Widow)
- Hien (Zero Fighter)
- Mao Mao (Seiran (M6A1))
- Chaika & Pooshka (IL2 Stormovik)
- Spanky (Polikarpov I-16)
- Malcolm (DO335 Pfeil)
- Kowful & River (JU-87 Stuka)
- Alex & Pictus (Whirlwind)
- Ellen & Cindy (Swordfish)
- Red Rabbit (Aka Usagi) [segreto]
- The Man (Diabloon) [segreto]

## Accoglienza
In Giappone, la rivista Game Machine elencò Aero Fighters 3 nel numero del 1º dicembre 1995 come la dodicesima unità arcade di maggior successo del mese. Il titolo ha ricevuto dalla critica pareri contrastanti. I quattro recensori di Electronic Gaming Monthly hanno criticato la presentazione visiva e la difficoltà, ma hanno elogiato la possibilità di scegliere tra più aerei, il che ha aggiunto più valore di rigiocabilità. Recensendo la versione Neo Geo AES, Major Mike di GamePro ha affermato che il gioco ha azione e audio intensi, ma manca di un gameplay fresco e non è divertente come Aero Fighters 2. Mike ha notato in particolare che Aero Fighters 3 ha livelli più brevi del 2 e rimuove la possibilità di mescolare e abbinare piloti di diverse nazionalità nella modalità a due giocatori. Andreas Knauf di MAN!AC ha criticato duramente la grafica per la sua scarsa cura e la strana musica, definendolo un "gioco sparatutto noioso con sfondi disordinati, fastidiosi avversari giganti e livelli ultra-brevi".